# 東亜大学附属下関看護専門学校
東亜大学附属下関看護専門学校（とうあだいがくふぞくしものせきかんごせんもんがっこう）は、山口県下関市に設置された専門学校。設置者は学校法人東亜大学学園。東亜大学の付属校である。
2022年（令和4年）3月で閉校する下関医師会下関看護専門学校の理念を引き継ぎ、2022年4月に開校することになった。下関市医師会医療センターに併設されていた下関医師会下関看護専門学校は、建物の老朽化により、2016年（平成28年）に東亜大学9号館に移転しており同じ場所に開校する。
なお、2004年（平成16年）開設の学校法人日本医療学園附属東亜看護学院（旧・東亜大学附属看護学院）と東亜大学は姉妹校（包括的連携協定締結機関）にあたる。

## 設置課程・学科
- 高等課程 准看護師科
- 専門課程 看護師科

## 沿革
下関医師会下関看護専門学校
- 1952年（昭和27年） - 下関市細江町旧医師会館に下関市医師会付属准看護養成所開校[2]
- 1967年（昭和42年） - 下関市医師会医療センター内に移転[2]
- 2016年（平成28年） - 建物の老朽化により東亜大学9号館に移転[1][2]
- 2022年（令和4年）3月 - 下関医師会下関看護専門学校閉校[1]

東亜大学附属下関看護専門学校
- 2022年（令和4年）4月 - 東亜大学附属下関看護専門学校開校[4]。

## 所在地
- 山口県下関市一の宮学園町2-1（下関看護専門学校校舎、東亜大学9号館）